# Página/12

Logo von Página/12

Página/12 (spanisch: Seite 12) ist eine überregionale argentinische Tageszeitung, die in Buenos Aires herausgegeben wird. Ihr Stil wird oft mit dem New Journalism verglichen, politisch steht die Zeitung eher im linken politischen Spektrum.

## Geschichte und Konzept
Die Zeitung wurde im Jahr 1987 von Jorge Lanata, einem bekannten argentinischen Journalisten, gegründet und gehört damit zu den jüngsten Zeitungen des Landes. Das Design war zunächst sehr spartanisch und beschränkte sich auf 16 Seiten, die in Schwarz-Weiß gedruckt waren. Angelehnt war das Konzept an das französische Satiremagazin Le Canard enchaîné. So nehmen Fotomontagen und Karikaturen einen breiten Raum ein. Die Texte sind verglichen mit anderen Zeitungen sehr lang und von ausgedehnten Analysen geprägt, und erst in jüngster Zeit wurde Farbdruck in die Ausgaben integriert.
In den 1990er Jahren wuchs die Bedeutung der Zeitung rapide an, sie konnte sich als wichtigstes Oppositionsmedium zur Regierung Carlos Menem profilieren. Trotzdem kam die Zeitung 1994 und 1997 in finanzielle Schwierigkeiten, die zur Entlassung zahlreicher Mitarbeiter führten. Gleichzeitig erwarb die Clarín-Gruppe, eines der wichtigsten Medienimperien Argentiniens, schrittweise die Mehrheit der Aktien der Zeitung.
Während der Präsidentschaft Néstor Kirchners (2003 – 2007) wurde der Zeitung vorgeworfen, dessen Regierung übermäßig positiv zu beschreiben. So beklagte etwa der eigene Wirtschaftsressortleiter von Página/12, Julio Nudler, im Jahre 2004, ein von ihm verfasster regierungskritischer Artikel sei der Selbstzensur der Konzernführung zum Opfer gefallen.
Im Mai 2007 wurde durch die seitens der spanischen Regierung geförderten Organisation Casa América Catalunya der Zeitung ein Preis für Pressefreiheit verliehen.
Laut einem Artikel des Gründers Lanata in der Wochenzeitung Perfil übernahm 2007 der Medienunternehmer Rudy Ulloa, der mehrere Medien der Provinz Santa Cruz betreibt und als Vertrauter des Ehepaars Kirchner gilt, die Zeitung.
Zu den einflussreichen Mitarbeitern der Zeitung Página/12 zählt der Essayist und Literaturkritiker Horacio Verbitsky.

## Aufbau
Die Zeitung ist in folgende Sektionen eingeteilt:
- El País (Inlandnachrichten)
- Economía (Wirtschaft)
- Sociedad (Gesellschaft)
- El Mundo (Internationale Nachrichten)
- Espectáculos (Veranstaltungen)
- Psicología (Psychologie)
- Deportes (Sport)
- Universidad (Themen rund um die Universität)
- Plástica (Plastik)
- Contratapa (Rückseite)

Beilagen:
- SOY (LGBT-Themen[5])
- Radar (Kultur)
- Radar Libros (Bücher)
- Cash (Wirtschaft)
- Turismo (Tourismus)
- Libero (Sport)
- NO (Jugendseite; der Name – span. für Nein – ist eine Anspielung auf das Jugendmagazin der Zeitung Clarín, das den Namen Si – Ja – trägt)
- Las/12 (Sonntagsbeilage mit allgemeinerem Themenspektrum)
- Futuro (Wissenschaft und Technologie)
- m2 (Architektur)
- Rosario/12 (Lokalbeilage für Rosario)
- Especiales (spezielle Beilagen zu einzelnen Themen)